# Сухопътни войски на Еритрея
Сухопътните войски на Еритрея са най-многочислената част от Еритрейските отбранителни сили. Щаб-квартирата им е в Асмара. Сухопътните войски възникват от изцяло доброволчески части по време на войната за освобождение от Етиопия. Днес войските са професионални и добре обучени.

## Структура
Йерархията на сухопътните войски се състои от 6 звена. Най-високото от тях е Корпусът. Корпусите се състоят от една ли две дивизии, всяка от които включва 4 или повече бригади. Бригадите се състоят от 3 или повече батальона. Батальоните включват 4 или повече роти, а ротите включват различни по брой взводове.

## Оборудване

#### Бронетанкови войски
- Т-62 – десетина
- Т-54/55 - 280 (120 от България, над 100 от Беларус, ок. 60 пленени от Етиопия)[1]
- БМП-1
- БТР-60
- БРДМ-2

#### Артилерия
- 85-мм противотанкови оръдия Д-44
- 122-мм ракетни залпови установки БМ-21
- 122-мм гаубици Д-30
- 130-мм артилерийски оръдия М-46